# Taney County
Taney County är ett administrativt område i delstaten Missouri, USA. År 2010 hade countyt 51 675 invånare. Den administrativa huvudorten (county seat) är Forsyth.

## Geografi
Enligt United States Census Bureau så har countyt en total area på 1 687 km². 1 638 km² av den arean är land och 50 km² är vatten.

### Angränsande countyn
- Christian County - norr
- Douglas County - nordost
- Ozark County - öst
- Marion County, Arkansas - sydost
- Boone County, Arkansas - söder
- Carroll County, Arkansas - sydväst
- Stone County - väst